# Lakehurst, New Jersey
Lakehurst este un oraș din SUA statul New Jersey la aproximativ 100 de kilometri sud-vest de New York City. Are 2654 de locuitori (recensământul 2010) și este locația unei baze a Marina SUA, Naval Air Engineering Station Lakehurst. Datorită istoriei sale, locul se autointitulează  „Airship Capital of the World“ („Capitala mondială a dirijabilului”).

## Istoric
Fondată în 1841, Lakehurst a fost mult timp un mic oraș al cărui principal atu a fost amplasarea pe o linie de cale ferată. Pe la trecerea de la secolul al XIX-lea în secolul al XX-lea, Lakehurst a devenit cunoscut ca stațiune balneară și de vacanță.
Zona ulterioară de acostare a dirijabilelor, a fost din 1915 poligonul de tragere al unei fabrici de muniții, din 1918 un loc de testare pentru gazul otrăvitor și „Tabăra de antrenament pentru Serviciul de Război Chimic al Armatei” sub numele „Tăbăra Kendrick”. După Primul Război Mondial, terenul a fost scos la vânzare de către Armată. Pe 16 mai 1919, ministrul responsabil al marinei Franklin D. Roosevelt, a aprobat spre vânzare  688 hectare (1700 acri) de teren la Lakehurst pentru a fi folosit pentru construcția unui hangar și câmp de dirijabile pentru Marină. În 1937, aici a avut loc accidentul zeppelinului LZ 129 „Hindenburg”.
Lakehurst a rămas o bază de zeppeline pentru dirijabilele americane după cel de-al Doilea Război Mondial, printre altele pentru supravegherea aeriană în timpul Războiului Rece.

## Personalități
- Juice Newton (n. 1952), cântăreață de muzică country
- Richard Shindell (n. 1960), cantautor de muzică Folk